# Dominicaanse Christelijke Sociale Hervormingspartij
De Dominicaanse Christelijke Sociale Hervormingspartij (Spaans: Partido Reformista Social Cristiano of PRSC) is een politieke partij in de Dominicaanse Republiek. Hoewel de partij officieel in 1964 is opgericht, werd zij vlak na de revolutie van april 1965 onder leiding van Joaquín Balaguer gestructureerd. De PRSC werd op 20 april 1964 erkend door de JCE (Junta Central Electoral), nadat Francisco Augusto Lora en Dr. Delfín Perez daartoe een verzoek indienden bij de verkiezingsraad.

## Geschiedenis
Na de burgeroorlog 1965 won de Hervormingspartij in juni 1966 de verkiezing voor het presidentschap. Hierbij werd Juan Bosch van de PRD verslagen en Balaguer de nieuwe president. Deze bleef aan de macht tot 1978 toen hij werd verdrongen door Silvestre Antonio Guzmán Fernández van de PRD. In 1982 probeerde Balaguer het presidentschap te heroveren, maar verloor hij de presidentsverkiezingen met ruim verschil van Salvador Jorge Blanco. In 1986 werd hij echter alsnog herkozen en kwam de PRSC opnieuw aan de macht. Balaguer bleef hierna president tot 1996.
Bij de verkiezingen van 1994 groeide de PRSC uit tot de derde politieke macht van de Dominicaanse Republiek. Hierna daalde de populariteit van de partij echter snel. In 1998 verloor de door de PRSC geleide alliantie 33 zetels in de Kamer en 12 zetels in de Senaat. De partij slaagde er sindsdien ook niet meer in de presidentsverkiezingen te winnen. Op een enkele opleving in 2002 na is de PRSC een middelgrote partij geworden. Bij de parlementsverkiezingen van 2020 zakte de partij van 18 naar 6 zetels in het parlement.
Doordat een deel van de partijtop bij de verkiezingen van 2012 de zijde van Hipólito Mejía van de PRD koos, ontstond er onenigheid over de rechtmatigheid van deze steun. Hierdoor verloor senator Amable Aristy Castro de steun van de partij en werd hij met zijn aanhangers uit de partij gezet. Carlos Morales Troncoso werd vervolgens tot nieuwe leider gekozen.
De partijleus van de PRSC luidt Ni Injusticia Ni Privilegios (noch Onrecht noch Voorrecht).